# Akumal
Akumal – miejscowość turystyczna w Meksyku, na półwyspie Jukatan, w stanie Quintana Roo, w gminie Tulum. Według danych z 2020 miejscowość była zamieszkiwana przez 2154 osoby. 
Nazwa miejscowości w języku maya oznacza "miejsce żółwi".